# بیدی آی
بیدی آی (به انگلیسی: Beady Eye) نام گروه راک انگلیسی است که در سال ۲۰۰۹ توسط اعضای سابق گروه اوسیس و پس از ترک نوئل گلگر از اوسیس شکل گرفت.

## فعالیت(۲۰۰۹ -۲۰۱۴)

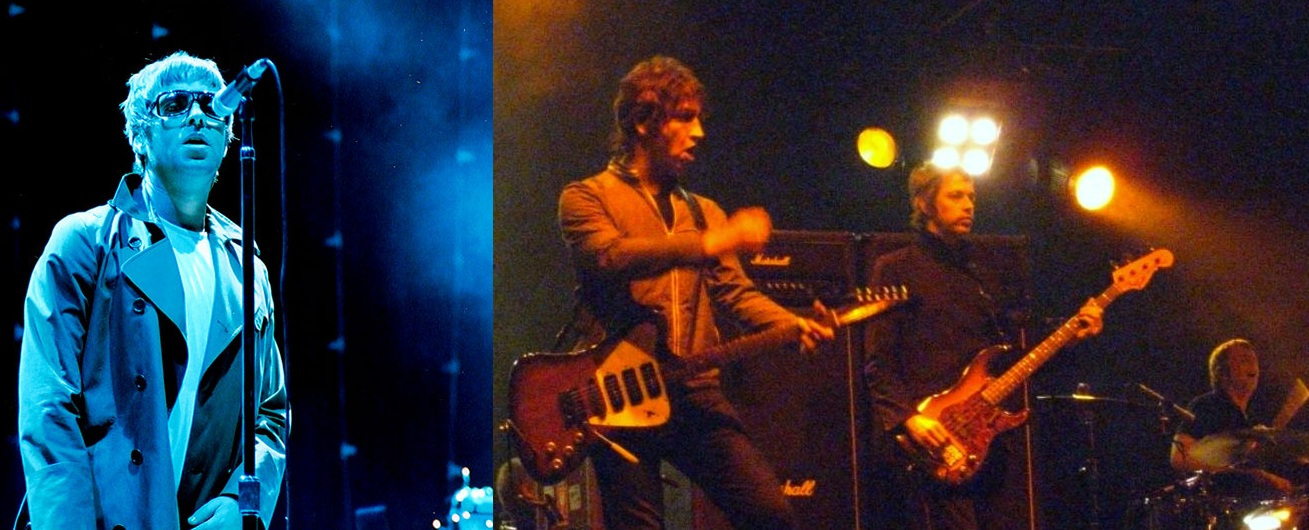
گروه بیدی آی در حال اجرا

در نوامبر سال 2009 گلگر اعلام کرد که او و اعضای باقی‌ماندهٔ اوئیسیز چند اثر جدید نوشته‌اند و به زودی کنسرت هم برگزار می‌کند. او همچنین گفت"اوئیسیز تمام شده و این یک چیز جدید است" در 19 نوامبر گلگر از اولین آلبوم گروه جدیدش خبر داد و گفت که در حوالی کریسمس آن را ضبط خواهد کرد. احتمال داده می‌شود که گیتاریست انگلیسی جف وتن نیز در این آلبوم همکاری داشته باشد.
او به ام تی وی گفت : " داریم رو آهنگ‌هایی که از قبل آماده کرده بودیم کار می کنیم ، همه چیز رو آروم پیش می بریم و نمی‌خواهیم الم شنگه ی بزرگی به راه بیندازیم.در کریسمس ضبط شروع می‌شود و احتمالاً در ماه ژولای آلبوم را بیرون می دهیم. او بعداً گفت: " ما به روش ترانه‌های جدید و با باند جدیدی کارمان را شروع کردیم. حس می کنیم می‌توانیم خیلی بهتر از اوئیسیز باشیم".
در 16 مارس 2010 لیام اعلام کرد که گروه جدیدش در اکتبر تک‌آهنگ جدیدش را منتشر می کنم و سال بعد یعنی 2011 آلبوم خود را بیرون می‌دهد.در نهم نوامبر 2010 گلگر تک‌آهنگی به نام چراغ را بیاور به صورت رایگان روی اینترنت منتشر کرد. منتقدان این ترانه را تحسین کردند و 
آن را ترانه‌ای از اوئیسیز بدون نوئل دانستند.
تک آهنگ بعدی رولر بود که در ژانویه 2011 منتشر شد. آلبوم آغازین بیدی آی به نام موتور متفاوت اما همچنان پرسرعت در 28 فوریهٔ 2011 منتشر شد.حق ترانه‌نویسی این آلبوم کار مشترک لیام ، اندی و جم است.
در سوم آپریل 2011 بیدی آی یک کنسرت انسان دوستانه در آکادمی بریکستون برای کمک به مصیبت زدگان زمین‌لرزه و سونامی ۲۰۱۱ توهوکو برگزار کرد.او در این کنسرت به همراه چند سوپراستار دیگر توانست 150 هزار پوند برای صلیب سرخ انگلستان جمع‌آوری کند. لیام اعلام کرد که نسخهٔ بیدی آی از بر پهنه ی گیتی اثر گروه بیتلز را که در آن شب اجرا کرد به صورت خیرخواهانه و به هدف کمک به زلزله زدگان منتشر خواهد کرد..
در مارس 2012، لیام اظهار کرد که بیدی آی ترانه‌های اوئیسیز را اجرا خواهد کرد. این اتفاق اولین بار زمانی رخ داد که بیدی آی در ژوئن 2012 از استون روزس حمایت کرد. این کار بیدی آی گمانه زنی‌هایی در مورد تشکیل دوبارهٔ اوئیسیز را برانگیخت.
دومین آلبوم استودیویی بیدی آی به نام بی ای در 12 ژوئن 2013 منتشر شد.این آلبوم با همکاری موزیسین آمریکایی دیو سیتک در بین نوامبر 2012 و مارس 2013 ضبط شد. گروه با یک اجرای سرّی در گلاستونبوری تور خود را آغاز کرد. بیدی آی یکی از آغاز کنندگان گلاستونبوری شد.لیام در این مورد گفت که این یک تغییر نیروبخش بود.
در 25 اکتبر 2014، لیام در توییترش اعلام کرد که بیدی آی منحل شده‌است و از حمایت طرفدارنش تشکر کرد.

## آلبوم‌ها
| نام آلبوم                         | سال انتشار |
| --------------------------------- | ---------- |
| ۱. Different Gear، Still Speeding | ۲۰۱۱       |
| ۲. BE                             | ۲۰۱۳       |